# Mobilny wojskowy szpital chirurgiczny

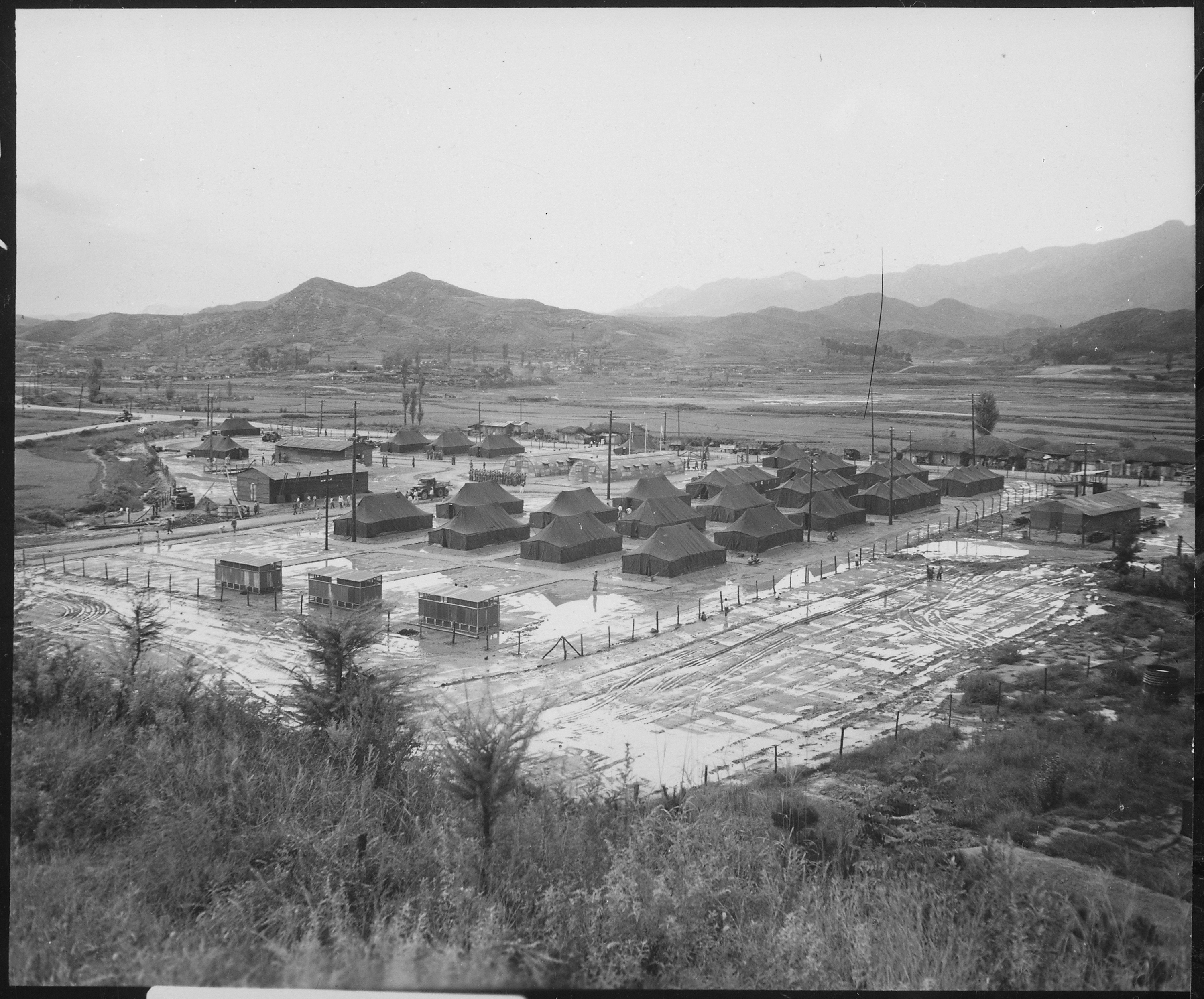
Szpital typu MASH funkcjonujący w trakcie wojny koreańskiej

Mobilny wojskowy szpital chirurgiczny (skr. MASH od ang. Mobile Army Surgical Hospital) – mobilny szpital polowy armii amerykańskiej operujący przy linii frontu, obecnie zastąpiony przez jednostki typu Combat Support Hospital.
Pierwsze MASH-e utworzono tuż po zakończeniu II wojny światowej. Według założeń, profesjonalny szpital miał podążać za frontem tak, by znajdować się w odległości maksymalnie kilku mil od strefy walk, by jak najszybciej - w odróżnieniu od tradycyjnych szpitali polowych - udzielać pomocy rannym. Żołnierzom udzielano pierwszej pomocy i stabilizowano ich funkcje życiowe w batalionowych punktach sanitarnych (Battalion First Aid Station), znajdujących się na zapleczu walczących jednostek. Potem transportowano ich do MASH-y, gdzie wykonywano ratujące życie operacje chirurgiczne. Pacjentów, jeśli ich stan na to pozwalał, odsyłano później do szpitali ewakuacyjnych (Evac Hospitals).
W skład typowego zespołu MASH wchodziło 10 lekarzy chirurgów, 12 pielęgniarek i 200 osób z personelu pomocniczego. Szpital mógł jednocześnie pomieścić 200 rannych.
Cały szpital i jego wyposażenie można było spakować na ciężarówki i w relatywnie szybkim czasie przenieść w inne miejsce. Podczas działań wojennych MASH-e zmieniały swoją lokalizację nawet kilkunastokrotnie.
Chrzest bojowy MASH-e przeszły w Korei, gdzie okazało się, że szpitale ratowały życie 97 proc. rannych, którzy dotarli do szpitala żywi. Do transportu pacjentów po raz pierwszy użyto wówczas śmigłowców typu Bell 47.
MASH-e działały podczas wojny wietnamskiej oraz I i II wojny w Zatoce Perskiej.
Ostatnią jednostkę tego typu – 212th MASH rozwiązano w 2006 r. – po tym jak stacjonującą w Niemczech jednostkę wysłano do Pakistanu, gdzie jej personel niósł pomoc ofiarom trzęsienia ziemi w Kaszmirze.
MASH-e stopniowo zastępowały szpitale wsparcia bojowego (Combat Support Hospitals) oraz współdziałające z nimi mobilne zespoły chirurgów (Forward Surgical Teams). Obecnie, dzięki szybkim i mającym duży zasięg śmigłowcem typu Blackhawk szpitale polowe nie muszą znajdować się tuż przy linii frontu.

## Odniesienia w kulturze
Życie lekarzy służących w MASH podczas wojny w Korei stało się kanwą dla powieści MASH: A Novel About Three Army Doctors i jej ekranizacji: kultowego filmu w reżyserii Roberta Altmana oraz luźniejszej adaptacji - serialu komediowego pod tym samym tytułem (różniące się jednak zapisem: MASH i M*A*S*H). Gdy w 1997 r. rozwiązano ostatni MASH stacjonujący na Półwyspie Koreańskim, aktorzy grający w serialu (m.in. Larry Linville), uświetnili związane z tym faktem uroczystości.